# Igueste de Candelaria
Igueste de Candelaria es una entidad de población perteneciente al municipio de Candelaria, en la isla de Tenerife —Canarias, España—.

## Toponimia
Según algunos investigadores el término Igueste es de procedencia guanche, siendo traducido como 'húmedo'. Otros autores lo han considerado como una deformación del inglés highest, 'alto'.

## Características
Se halla situado en el extremo nororiental del valle de Güímar, en la parte alta del municipio, a seis kilómetros del casco urbano de Candelaria. Alcanza una altitud media de 700 m s. n. m. y ocupa una superficie de 12,76 km². Está delimitado al Norte por el antiguo Caserío de Pasacola y Macizo de la Mesa por el Sur; engloba además una amplia zona natural que incluye partes del Parque Natural de la Corona Forestal, del Paisaje Protegido de Las Lagunetas del Monte de Utilidad Pública Fayal, Valle y Chafa . Lo abrupto de las montañas que lo circundan y la extraordinaria pendiente dotan al lugar de una singular morfología.
Igueste de Candelaria llegó a ser el barrio más importante del municipio por su población y riqueza agrícola.[cita requerida] Las viviendas se agrupan a lo largo del antiguo camino de acceso desde la Carretera General del Sur, en el interfluvio de dos profundos barrancos. En la zona alta del barrio, más antigua, predominan las viviendas tradicionales con cubierta de teja intercaladas entre los huertos. En la zona baja, por el contrario, son más frecuentes las edificaciones cúbicas de reciente construcción.
Está formado por los barrios de Las Morras, Ajoreña, Maja, La Hoya, La Plaza, La Estila, La Sabinita, La Jiménez y La Morrita.
La localidad cuenta con el CEIP Igueste, el centro social Cuatro Esquinas, el Centro de Acogida Virgen de Candelaria, el Espacio Multifuncional Porfirio Torres Cruz, una iglesia dedicada a la Santísima Trinidad, un Salón del Reino de Los Testigos Cristianos de Jehová y una iglesia Evangélica Bautista del Séptimo Día, varias plazas públicas, farmacia, un consultorio médico, un tanatorio, una entidad bancaria y una oficina de Correos, un parque infantil e instalaciones deportivas —polideportivo y terrero insular de lucha canaria—, cementerio municipal San Francisco,
así como con comercios, bares y restaurantes.

## Demografía
| Año        | 2000 | 2001 | 2002 | 2003 | 2004 | 2005 | 2006 | 2007 | 2008 | 2009 | 2010 | 2011 | 2012 | 2013 | 2014 |
| ---------- | ---- | ---- | ---- | ---- | ---- | ---- | ---- | ---- | ---- | ---- | ---- | ---- | ---- | ---- | ---- |
| Habitantes | 1626 | 1609 | 1637 | 1663 | 1747 | 1763 | 1811 | 1850 | 1936 | 1939 | 2007 | 2044 | 2044 | 2072 | 2108 |

## Fiestas
Igueste de Candelaria celebra fiestas patronales en honor a la Santísima Trinidad el segundo domingo de agosto, desarrollándose actos tanto religiosos como populares.
También se celebran fiestas en honor a San Juan Bautista el domingo más cercano al 24 de junio con actos religiosos y populares, destacando una tradicional romería. En el mes de diciembre se llevan a cabo además actos en honor a la Inmaculada Concepción.

## Comunicaciones
Se accede al barrio principalmente por la Carretera General del Sur TF-28 y por la Autopista del Sur TF-1.

### Transporte público
En autobús —guagua— queda conectado mediante las siguientes líneas de TITSA:
| Línea | Trayecto                                                                     | Recorrido                                                          |
| ----- | ---------------------------------------------------------------------------- | ------------------------------------------------------------------ |
| 111   | Sta. Cruz - Aeropuerto Sur - Los Cristianos - Costa Adeje                    | Horario/Línea                                                      |
| 122   | Sta. Cruz - Las Caletillas - Candelaria y polígono industrial de Güímar      | Horario/Línea                                                      |
| 123   | Sta. Cruz - Araya (por Las Caletillas y Candelaria)                          | Horario/Línea Archivado el 29 de julio de 2016 en Wayback Machine. |
| 124   | Sta. Cruz - Güímar (por Candelaria y Polígono I. de Güímar)                  | Horario/Línea Archivado el 29 de julio de 2016 en Wayback Machine. |
| 126   | Candelaria - Guajara (Universidad) - H. U. La Candelaria - Intercambiador SC | Horario/Línea                                                      |
| 127   | Taco - Güímar por Barranco Hondo y Candelaria                                | Horario/Línea                                                      |
| 131   | Sta. Cruz - Igueste de Candelaria (por Las Caletillas)                       | Horario/Línea Archivado el 29 de julio de 2016 en Wayback Machine. |

### Caminos
Desde Igueste parten dos de los caminos homologados de la Red de Senderos de Tenerife:
- SL-TF 296 La Mesa
- SL-TF 296.2 Barranco Chacorche

## Lugares de interés
- Iglesia de la Santísima Trinidad (siglo xviii)